# Jane Geddes
Jane Geddes (Huntington, 5 februari 1960) is een Amerikaanse voormalig golfprofessional die golfte op de LPGA Tour waar ze elf toernooien won waarvan twee majors.

## Loopbaan
Geddes speelde college golf op de Florida State University. In 1983 werd ze golfprofessional en debuteerde op de LPGA Tour. In juli 1986 behaalde ze haar eerste zege en major op de LPGA door het US Women's Open te winnen. Op 21 augustus 1991 behaalde ze haar elfde en laatste zege door de Chicago Challenge te winnen. In 2003 speelde ze haar laatste seizoen op de LPGA en nam vervolgens afscheid van het golfsport.
Ze won ook enkele toernooien in het buitenland zoals het Women's British Open, in 1989, en de Daikyo Australian Ladies Masters in 1990 en 1991.
Van 2009 tot 2011 was ze vicevoorzitter bij de LPGA en kreeg de functie van "Tournament Operations and Players Services". In 2011 verliet Geddes de LPGA en werd vicevoorzitter van "Talent Relations" bij World Wrestling Entertainment.

## Prestaties

### Professional
LPGA Tour
| Nr. | Datum            | Toernooi                     | Score           | Score | Info                              |
| --- | ---------------- | ---------------------------- | --------------- | ----- | --------------------------------- |
| 1   | 14 juli 1986     | US Women's Open              | 74-74-70-69=287 | –1    | Won de play-off van Sally Little  |
| 2   | 20 juli 1986     | Boston Five Classic          | 71-70-72-68=281 | –7    |                                   |
| 3   | 1 maart 1987     | Women's Kemper Open          | 67-70-69-70=276 | –12   | Won de play-off van Cathy Gerring |
| 4   | 8 maart 1987     | GNA/Glendale Federal Classic | 74-74-71-67=286 | –2    | Won de play-off van Robin Walton  |
| 5   | 24 mei 1987      | Mazda LPGA Championship      | 72-68-68-67=275 | –13   |                                   |
| 6   | 5 juli 1987      | Jamie Farr Toledo Classic    | 71-73-69-67=280 | –8    |                                   |
| 7   | 19 juli 1987     | Boston Five Classic          | 73-70-67-67=277 | –11   |                                   |
| 8   | 20 januari 1991  | The Jamaica Classic          | 71-72-64=207    | –6    |                                   |
| 9   | 9 juni 1991      | Atlantic City Classic        | 71-68-69=208    | –8    |                                   |
| 10  | 6 juni 1993      | Oldsmobile Classic           | 72-68-68-69=277 | –11   |                                   |
| 11  | 21 augustus 1994 | Chicago Challenge            | 68-69-68-67=272 | –16   |                                   |

| major |

Ladies European Tour
- 1989: Women's British Open

LPGA of Japan Tour
- 1987: Takara Invitational

ALPG Tour
- 1990: Daikyo Australian Ladies Masters
- 1991: Daikyo Australian Ladies Masters

## Teamcompetities
Professional
- Solheim Cup ( USA): 1996 (winnaars)
- Handa Cup ( USA): 2006 (winnaars)